# Paocsi–Lancsou nagysebességű vasútvonal
A Paocsi (Baoji)–Lancsou (Lanzhou) nagysebességű vasútvonal (宝兰高速铁路) egy 401 km hosszú kétvágányú, 25 kV 50 Hz-cel villamosított nagysebességű vasútvonal Kínában Paocsi (Baoji) és Lancsou (Lanzhou) között. Várható megnyitása 2017. A vonalon az engedélyezett sebesség 250 km/h. Az építkezés várható költsége 64 milliárd jüan. Miután a megvalósíthatósági tanulmányt jóváhagyta a Nemzeti Fejlesztési és Reform Bizottság, az építési munkálatok 2011 első felében elkezdődtek.
A vonal 2017. július 9-én nyílt meg.
Összesen hét állomás épült: Dél-Paocsi (Baoji), Tungcsa (Dongcha), Dél-Tiensuj (Tianshui), Csinan (Qin'an), Tungvej (Tongwei), Tinghszi (Dingxi), és Nyugat-Lancsou (Lanzhou). A vonal 92%-a alagútban vagy más műtárgyon halad.
A vasútvonal része a Hszücsou–Lancsou nagysebességű vasútvonalnak, folytatása a Lancsou–Ürümcsi nagysebességű vasútvonal.